# Alabama State University
Die Alabama State University ist eine staatliche, ursprünglich afroamerikanische Universität in Montgomery im US-Bundesstaat Alabama. Sie gehört zur Gruppe der Historischen afroamerikanischen Colleges und Hochschulen.

## Geschichte

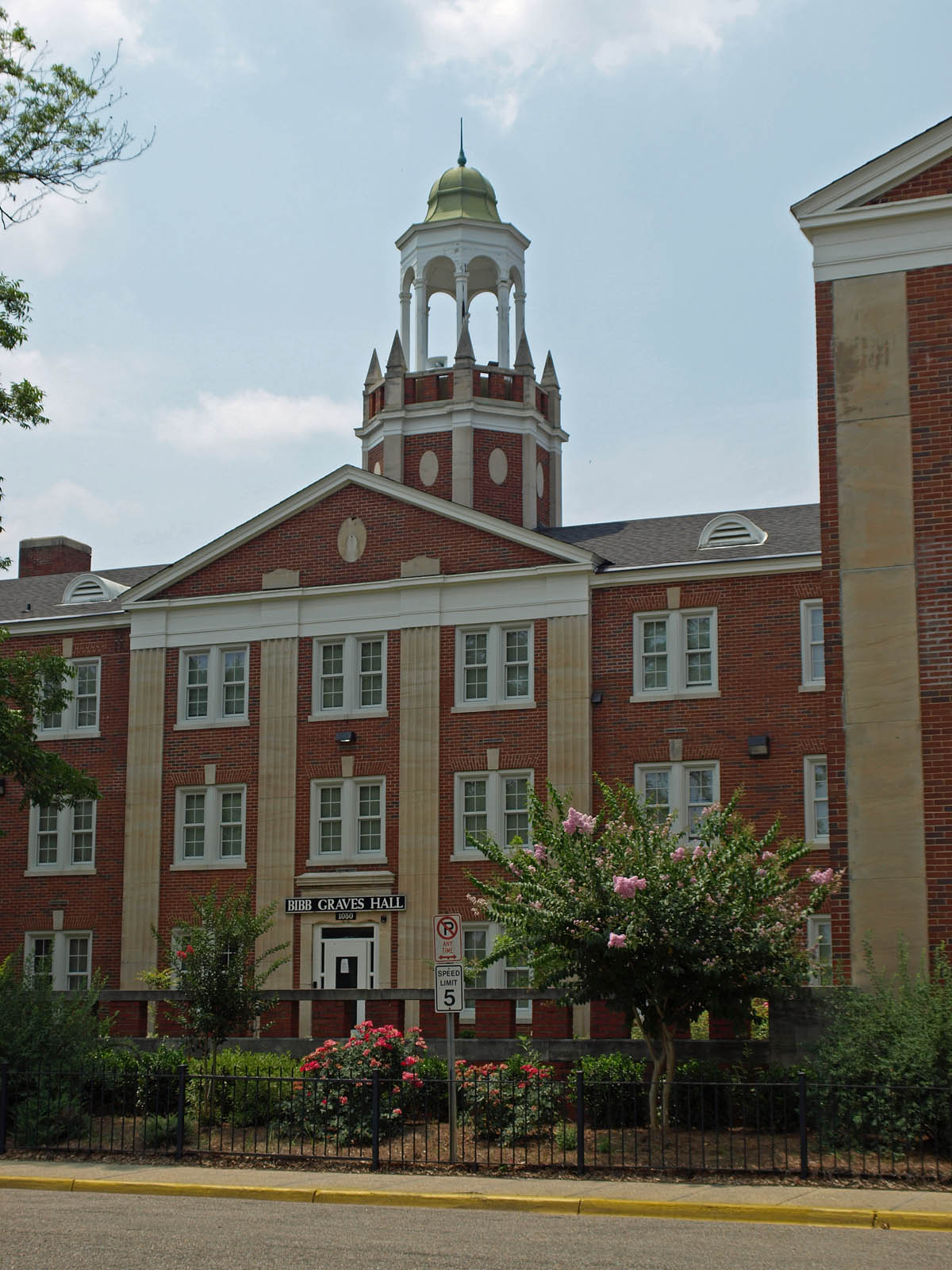
Gebäude der Universität (2009)

Die Hochschule wurde unmittelbar nach dem Sezessionskrieg am 13. November 1867 als Lincoln Normal School von neun ehemaligen Sklaven gegründet. Sie wurde in den USA die erste staatsfinanzierte Bildungseinrichtung für Schwarze in der Lehrerausbildung. Nach mehreren Namensänderungen und Erweiterungen erhielt sie 1969 ihren heutigen Namen. Der zur Universität gehörende Radiosender WVAS-FM sendet seit 1984.

## Zahlen zu den Studierenden und den Dozenten
Im Herbst 2021 waren 3.964 Studierende an der Alabama State eingeschrieben. Davon strebten 3.499 (88,3 %) ihren ersten Studienabschluss an, sie waren also undergraduates. Von diesen waren 64 % weiblich und 36 % männlich; 0 % bezeichneten sich als asiatisch, 93 % als schwarz/afroamerikanisch, 1 % als Hispanic/Latino und 2 % als weiß. 465 (11,7 %) arbeiteten auf einen weiteren Abschluss hin, sie waren graduates. Es arbeiteten 331 Dozenten an der Universität, davon 221 in Vollzeit und 110 in Teilzeit.
2008 waren etwa 5.600 Studierende eingeschrieben.

## Sport
Die Sportteams der Alabama State University sind die Hornets. Die Hochschule ist Mitglied der Southwestern Athletic Conference.

## Persönlichkeiten

### Präsidenten
- 1. 1874–1878: George N. Card
- 2. 1878–1915: William Burns Paterson
- 3. 1915–1920: John William Beverly
- 4. 1920–1925: George Washington Trenholm
- 5. 1925–1961: Harper Councill Trenholm
- 6. 1962–1981: Dr. Levi Watkins Sr.
- 7. 1981–1983: Dr. Robert L. Randolph
- 8. 1983–1991: Dr. Leon Howard
- 9. 1991–1994: Dr. Clifford C. Baker
- 10. 1994–2000: Dr. William Hamilton Harris
- 11. 2001–2008: Dr. Joe A. Lee
- 12. 2008–2012: Dr. William Hamilton Harris
- 13. 2012: Dr. Joseph H. Silver Sr.
- 14. 2014–2016: Rev. Dr. Gwendolyn E. Boyd
- 15. 2017– : Dr. Quinton T. Ross Jr.

### Absolventen
- 2 Chainz (* 1977) – Rapper
- Ralph David Abernathy (1926–1990) – Bürgerrechtler
- Clarence Carter (* 1936) – Sänger und Produzent
- Felix da Housecat (* 1971) – House- und Technoproduzent
- Erskine Hawkins (1914–1993) – Jazzmusiker
- Tarvaris Jackson (1983–2020) – American-Football-Spieler
- Eugene Sawyer (1934–2008) – ehemaliger Bürgermeister von Chicago
- Fred Shuttlesworth (1922–2011) – Bürgerrechtler
- Fred Wesley (* 1943) – Jazz- und Funkmusiker